# 白山村 (岐阜県)
白山村（はくさんむら）はかつて岐阜県郡上郡に存在した村である。
現在の郡上市美並町白山にあたる。

## 歴史・年表
- 1875年（明治8年） - 上苅安村、下苅安村、新羽根村、福野村、野尻村が合併し、白山村となる。
- 1889年（明治22年）7月1日 - 町村制で白山村発足。
- 1897年（明治30年）4月1日 - 梅原村、三戸村、大原村が合併し、下川村発足。同日白山村は廃止される。

## 神社・仏閣
- 白山神社